# شگرد یک عشق
شگرد یک عشق (ایتالیایی: Tecnica di un amore) یک فیلم اِروتیک درام ایتالیایی به کارگردانی برونلو روندی است که در سال ۱۹۷۳ منتشر شد.

## گزیدهٔ بازیگران
- ژانت اوگرن
- سیلوانو ترانکوئیلی
- ارنا شورر
- پائولا کوراتسی
- لورنتسو پیانی